# راب جانسون (بازیکن فوتبال، زاده ۱۹۶۲)
راب جانسون (انگلیسی: Rob Johnson؛ زادهٔ ۲۲ فوریهٔ ۱۹۶۲) بازیکن فوتبال اهل بریتانیا است.
از باشگاه‌هایی که در آن بازی کرده‌است می‌توان به باشگاه فوتبال هیتچین تاون، باشگاه فوتبال بارنت، باشگاه فوتبال لستر سیتی، باشگاه فوتبال لوتون تاون، و باشگاه فوتبال لینکولن سیتی اشاره کرد.